# Illes BES
Al Regne dels Països Baixos s'anomena Carib Neerlandès o illes BES a les tres illes Bonaire, Sint Eustatius i Saba, del Carib, que formaven part de les Antilles Neerlandeses i, el 10 d'octubre de 2010 després de la seva dissolució, varen passar a formar part dels Països Baixos com a municipis.
Bonaire és força més gran que les altres dues illes. Situada prop de la costa de Veneçuela es considera una illa de Sotavent i juntament amb Aruba i Curaçao que queden a l'oest forma part de les illes ABC, on es parla el papiament. Sint Eustatius i Saba es consideren illes de Sobrevent i, juntament amb Sint Maarten, formen les illes SSS, de parla anglesa. El neerlandès també és llengua oficial a totes les illes BES com a part dels Països Baixos.
Com a part dels Països Baixos, el seu domini de primer nivell territorial d'Internet és .nl. L'antic domini .an de les Antilles Neerlandeses té encara cert ús, però s'està retirant. Després de l'assignació per part de l'Agència ISO 3166 del codi BQ com a codi ISO 3166-1 alfa-2 per a les illes BES, s'ha designat un IANA ccTLD per .bq que, ara per ara, no té cap ús.

## Administració
El seu estatus és el de municipis especials (en neerlandès bijzondere gemeenten), una forma de «cos públic» (openbaar lichaam) regit per l'article 134 de la constitució dels Països Baixos, i especificat a la «Llei sobre els cossos públics de Bonaire, Saba i Sint Eustatius» (neerlandès: Wet op de openbare lichamen Bonaire, Sint Eustatius en Saba, abreujada WOLBES).
Aquests municipis especials actuen com municipis neerlandesos ordinaris en la majoria d'aspectes (tenen un alcalde i regidors, per exemple) i estan subjectes a la majoria de lleis neerlandeses. Els residents d'aquestes tres illes tenen dret a vot en les eleccions neerlandeses i europees. Això no obstant, hi ha algunes limitacions per aquestes illes. La seguretat social, per exemple, no estarà al mateix nivell que als Països Baixos. El novembre del 2008 es va decidir introduir el dòlar estatunidenc en les tres illes. La data proposada per a aquesta introducció és l'1 de gener de 2011. Els Països Baixos assumeixen el risc de les fluctuacions del canvi de divisa en relació als fluxos monetaris entre l'estat i les illes.
L'octubre de 2010 va començar un període de transició de cinc anys. Durant els primers anys la intenció és integrar aquestes illes en l'ordre constitucional neerlandès. Per tant, les illes retindran el seu estatus de Territoris i països d'ultramar (OCT) de la Unió Europea durant aquest període. Després de la transició, la relació de les illes amb la UE serà revisada.
| Bandera        | Cos públic     | Capital    | Ciutat més gran | Àrea (km²) | Població 1-1-2010 | Densitat (per km²) |
| -------------- | -------------- | ---------- | --------------- | ---------- | ----------------- | ------------------ |
| Bonaire        | Bonaire        | Kralendijk | Kralendijk      | 288        | 13,389            | 46                 |
| Sint Eustatius | Sint Eustatius | Oranjestad | Oranjestad      | 21         | 2,886             | 137                |
| Saba           | Saba           | The Bottom | The Bottom      | 13         | 1,737             | 134                |